# ジャン・オナナ
ジャン・オナナ（Jean Onana, 2000年1月8日 - ）は、カメルーン・ヤウンデ出身のサッカー選手。ベシクタシュJK所属。ポジションはミッドフィールダー。

## 経歴
2020年1月31日、LOSCリールに加入した。2020年8月、ロイヤル・エクセル・ムスクロンに期限付き移籍した。
2021年8月30日、FCジロンダン・ボルドーと5年契約を結んだ。
2022年9月1日、RCランスと5年契約を結んだ。
2023年7月21日、ベシクタシュJKと4年契約を結んだ。

### 代表歴
2020年10月8日の日本代表戦でA代表デビュー。